# Johann Reichelt
Hans Reichelt (* 20. April 1877 in Baden bei Wien; † 12. Mai 1939 ebenda) war ein österreichischer Sprachwissenschaftler, Indogermanist und Universitätsprofessor.

## Leben
Nach der Matura in seiner Heimatstadt studierte er vergleichende Sprachwissenschaft, klassische Philologie, Germanistik und Indoiranistik in Wien (1896–1898, bei Rudolf Meringer) und Gießen, wo er im Sommersemester 1899 Mitglied der Burschenschaft Alemannia wurde. 1900 wurde er in Gießen bei Christian Bartholomae promoviert. Nach der Habilitation 1908 an der Universität Gießen für Sanskrit, Vergleichende Sprachwissenschaft und Religionsgeschichte wurde er 1911 als Extraordinarius auf die neugeschaffene Professur für Vergleichende Sprachwissenschaft an der Universität Czernowitz berufen. Von 1918 bis 1920 lehrte er als Dozent für Indisch und Iranisch in Innsbruck, bis er 1920 zum Ordinarius für orientalische Philologie in Graz ernannt wurde. Von 1926 bis 1930 war er Professor für iranische Sprachen in Hamburg. Er kehrte 1930 als Nachfolger Meringers auf den Indogermanist. Lehrstuhl nach Graz zurück. 1933 trat er der NSDAP bei und war 1938 maßgeblich an den Entlassungen von den Nazis missliebigen Personen beteiligt. 1938/1939 war er Rektor der Universität.